# Parque del río Alegría
El parque del río Alegría es una de las reservas naturales que rodean la ciudad de Vitoria. 
El parque está formado por el último tramo del río, entre Gamarra y Salburua. Es un corredor ecológico, es decir es la unión entre dos grandes ecosistemas, como son el humedal de Salburua y el río Zadorra. El parque se creó en el año 2001, pero para ello se realizaron varios trabajos.

## Antes de empezar los cambios
Antes de empezar los trabajos de convertir el río en el parque que es hoy, el canal del río era muy estrecho debido a las obras de la década de los 70. En los alrededores del río podíamos encontrar una extensa zona industrial que con el paso del tiempo se fue deteriorando.

## Proceso de adaptación
El proceso de adaptación comenzó en el año 2001, y se basó en tres principios:
- Unir el humedal de Salburua y el río Zadorra.

- Hacer un paseo en la orilla del río.

- Formar el anillo verde, ya que por el este de la ciudad no estaba formado.

Las obras realizadas a través de un kilómetro y medio de largo tuvieron efecto en unas 11,5 hectáreas.
Mirándolo desde el punto de vista ecológico, podríamos decir que tiene un gran valor, ya que es refugio de muchos animales.

## Fauna y flora
En sus más de sus 11 hectáreas, se hallan ejemplares de varias especies el peligro de extinción. 
Entre los animales destaca el visón europeo (Mustela lutreola).
La flora que podemos encontrar es muy importante, ya que recoge un gran número de especies.

## Acceso
Lo que hoy en día es el parque anteriormente era la vía del ferrocarril vasco-navarro. Ahora está lleno de caminos para pasear o para andar en bici.
El parque del río Alegría, también conocido como paseo del río Alegría, hace una gran labor a la hora de unir dos grandes ecosistemas.
Se encuentra cerca del pabellón del Baskonia; desde allí podemos entrar al parque, pero también lo podemos hacer por el Portal de Bergara, en Euskalmendi.